# Antarcticotectus aucklandicus
Antarcticotectus aucklandicus is een keversoort uit de familie harige schimmelkevers (Cryptophagidae). De wetenschappelijke naam van de soort werd in 1951 gepubliceerd door Joshua Brookes.